# کاخ فلاحتی
کاخ فلاحتی مربوط به دوره قاجار است و در ایلام، خیابان آیت الله عبدالرحمن حیدری ایلامی واقع شده است. این کاخ در مالکیت سازمان جهاد کشاورزی استان قرار گرفته و به کاخ کشاورزی هم مشهور است. کاخ فلاحتی در سال ۱۳۵۷ در فهرست آثار ملی ایران ثبت شد.

## تاریخچه
بنای این کاخ به دستور غلامرضاخان والی در سال ۱۳۲۶ ه‍.ق (۱۲۸۷ خورشیدی، ۱۹۰۹ میلادی) احداث گردیده است. فضایی که کاخ در آن قرار گرفته سابقاً کاملاً باز و باغ‌های میوه اطراف آن زیبایی خاص به آن بخشیده بود، اما اکنون با توسعه شهری فضای باز آن به ساختمان و خیابان تبدیل شده است و کاخ فلاحتی نمای سابق خود را از دست داده است. 

## ویژگی‌های معماری
کاخ فلاحتی در زمینی به مساحت ۸۱۰ متر مربع با زیربنای حدود ۳۳۷ متر مربع احداث شده است. نقشه درونی کاخ به صورت دو اتاق تودرتو در اطراف و یک هال بزرگ در وسط می‌باشد. در جلوی هال یک ایوان قرار گرفته که در اتاق‌ها و هال بدان باز می‌شوند. این کاخ دارای پنج اتاق و یک ایوان به شکل مستطیل است. دو طرف اتاق‌ها به صورت چند ضلعی منظم بیرون آمده و بین آن‌ها دو تراس قرار دارد و در هر دو طرف پنجره‌ای به ابعاد ۱ * ۲ متر تعبیه شده که با طاقی نیم‌دایره‌ای و گچبری‌های زیبایی با نقوش انسانی و گل و گیاه مزین شده است. سقف تراس بر دو ستون تکیه زده که سرستون‌ها به شیوه کوفی ساخته شده، ولی داخل اتاق‌ها بسیار ساده و بدون تزئین است. سقف کاخ به صورت طاق ضربی با تیرهای چوبی و ملات اندود شده و از سطحی شیب‌دار با ورق گالوانیزه پوشانده شده است. 
در ساخت این بنا از مصالحی نظیر آجرهای مربع‌شکل، سنگ‌های تراشیده‌شده، چوب، گچ و ورق گالوانیزه برای پشت بام استفاده شده و کف کاخ نیز با آجر فرش گردیده است. کف پیاده‌رو و صحن آن چنان‌که بعضاً مشخص گردیده آجرفرش بوده و به علت استفاده بی‌رویه و خرابی سطح آن بعدأ با موزاییک بازسازی شده است.

## مالکیت
کاخ فلاحتی در تملک سازمان جهاد کشاورزی استان ایلام قرار دارد.